# Yuki no Kata
Yuki no Kata (ゆきの方) ou Oyuki (おゆき) est une samouraï japonaise de la période Sengoku. Décrite dans les archives comme une guerrière belle et intrépide, elle défend le château d'Anotsu lors de la bataille de Sekigahara.

## Biographie
Yuki no Kata est l'épouse de Tomita Nobutaka, un officier de Toyotomi Hideyoshi. Lors de la campagne de Sekigahara, le couple se range du côté du shogun Tokugawa Ieyasu, de l'armée de l'Est. Nobutaka et ses forces sont convoqués pour aider Ieyasu à punir Uesugi Kagekatsu. 

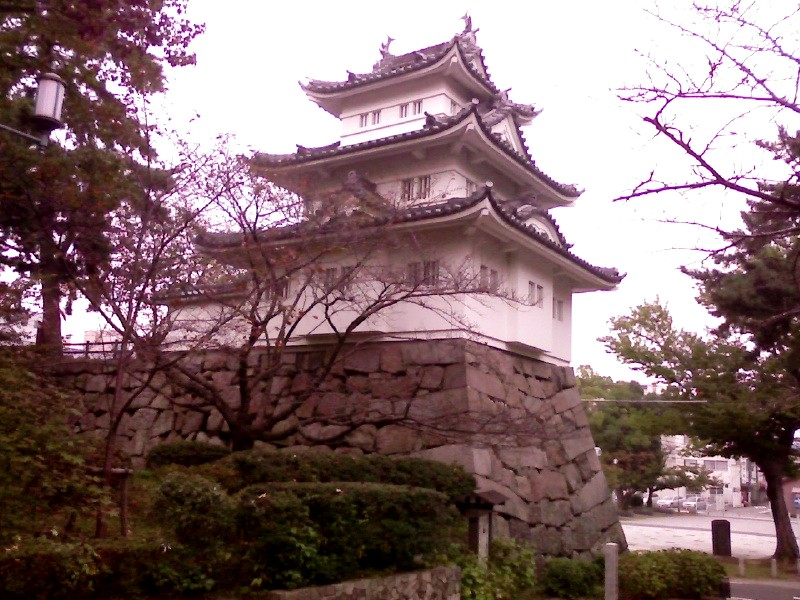
Château d'Anotsu

Pendant ce temps, Ishida Mitsunari se prépare à attaquer la forteresse d'Ieyasu via les routes occidentales d'Edo. Le château d'Anotsu est sur le chemin de l'armée de l'Ouest vers Ieyasu et Yuki no kata prend la tête de la défense du château sachant qu'il serait le premier attaqué. Elle s'arme, se rend sur les murs du château et convoque les soldats restants à la bataille.
En apprenant les mouvements de Mitsunari, Nobutaka se précipite pour protéger le château d'Anotsu, mais il retardé par Kuki Yoshitaka. Il arrive à temps avant que les forces occidentales dirigées par Mōri Terumoto, Chōsokabe Morichika et Nabeshima Katsushige n'atteignent Anotsu. Avec seulement 1 700 soldats, Yuki no Kata et ses alliés se défendent contre la force de l'alliance occidentale de 30 000 hommes. La bataille commence officiellement le 1er octobre 1600.
Bien que les défenseurs aient mis en place un dispositif solide, les 30 000 attaquants brûlent le château autour d'eux. Dans le feu du combat, Nobutaka est coupé de ses alliés à la poursuite d'un officier ennemi blessé. Pour sauver son mari, Yuki no Kata chasse les soldats adverses avec son naginata. Après avoir sauvé Nobutaka, leurs forces se replient dans le château pour la nuit et les négociations avec l'ennemi commencent. Terumoto autorise les défenseurs à fuir la nuit par respect pour leur bravoure.
Le clan Tomita est récompensé pour sa loyauté par le shogunat Tokugawa et reçoit une augmentation de ses revenus et des parties du château sont reconstruites.
Yuki no Kata n'est plus mentionnée dans les archives historiques après que Ieyasu ait battu Mitsunari à Sekigahara.

## Culture populaire
Oyuki est un personnage jouable du jeu vidéo Kessen III.